# Paris Basketball
Paris Basketball is een Franse professionele basketbalclub, opgericht in 2018 en gevestigd in Parijs.

## Geschiedenis
Het eerste elftal speelt sinds het seizoen 2021-2022 in de eerste divisie van het Franse kampioenschap en sinds het seizoen 2022-2023 in de EuroCup.
De club won zijn eerste trofee in 2024, de Franse Leaders Cup, door Nanterre 92 te verslaan met een score van 90-85. De club won in 2024 ook de EuroCup in twee matches (77-64 en 89-81) tegen JL de Bourg-en-Bresse. Derdes en vierdes werden Beşiktaş JK en de London Lions.
Van 2018 tot februari 2024 speelde de eerste ploeg in de Halle Georges-Carpentier, een zaal in het 13e arrondissement, na de opening in februari 2024 verhuisde de ploeg naar de Adidas Arena met 8.000 zitplaatsen voor toeschouwers, gelegen aan de Porte de la Chapelle in het 18e arrondissement. Als trainingscentrum gebruikt de club een private trainingszaal The One Ball in Noisy-le-Grand.

## Bekende (oud-)spelers
| - Kevin Franceschi - Ismaël Bako - Mikael Jantunen |